# مهارکننده استیل‌کولین استراز

استیل‌کولین

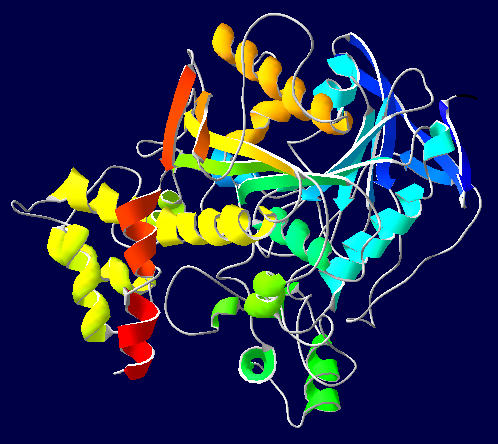
استیل‌کولین استراز

مهار استیل‌کولین استراز

مهارکننده‌های استیل‌کولین استراز (AChEIs) که اغلب مهارکننده‌های کولین استراز نیز نامیده می‌شوند، آنزیم استیل‌کولین استراز را از آبکافت ناقل عصبی استیل‌کولین به کولین و استات بازمی‌دارند، در نتیجه سطح و مدت اثر استیل‌کولین در دستگاه عصبی مرکزی را افزایش می‌دهند. غده‌های قاعده‌ای و تماس‌های عصبی-ماهیچه‌ای سرشار از گیرنده‌های استیل‌کولین هستند. مهارکننده‌های استیل‌کولین استراز یکی از دو نوع مهارکنندهٔ کولین استراز هستند. نوع دیگر، مهارکننده‌های بوتیریل‌کولین‌استراز هستند. استیل‌کولین استراز عضو اصلی خانوادهٔ آنزیمی کولین استراز است.
مهارکننده‌های استیل‌کولین استراز در سه گروه برگشت‌پذیر، برگشت‌ناپذیر یا شبه‌برگشت‌ناپذیر، طبقه‌بندی می‌شوند.

## کاربردها
مهارکننده‌های استیل‌کولین استراز:
- به‌طور طبیعی به‌صورت زهر و سم (مثلاً آنکیدال) وجود دارند.
- به‌عنوان جنگ‌افزار شیمیایی (عوامل عصبی) استفاده می‌شوند.
- موارد مصرف دارویی:
  - برای درمان میاستنی گراویس: در میاستنی گراویس برای افزایش انتقال عصبی-ماهیچه‌ای استفاده می‌شوند.
  - برای درمان آب‌سیاه
  - برای درمان سندرم تاکی‌کاردی وضعیتی
  - به‌عنوان پادزهر مسمومیت آنتی‌کولینرژیک
  - برای معکوس کردن اثر شل‌کننده‌های عضلانی غیر دپولاریزه‌کننده
  - برای درمان علائم عصبی و روان‌پزشکی بیماری‌هایی مانند بیماری آلزایمر و به‌ویژه بی‌تفاوتی
  - برای افزایش شانس رؤیای شفاف (با طولانی شدن خواب حرکت چشم تند)[۹]
  - برای درمان بیماری آلزایمر، زوال عقل اجسام لویی و بیماری پارکینسون.
  - برای درمان اختلال‌های شناختی در بیماران مبتلا به اسکیزوفرنی. شواهدی وجود دارد که نشان می‌دهد اثربخشی در درمان علائم مثبت، منفی و عاطفی وجود دارد.[۱۰][۱۱][۱۲]
  - به‌عنوان درمانی برای اوتیسم و برای افزایش درصد خواب با حرکات سریع چشم در کودکان اوتیستیک، مطابق با مکانیسمی که توسط آن‌ها، وقوع رؤیای شفاف را تحریک می‌کند.[۱۳][۱۴]
- به‌عنوان حشره‌کش (مانند مالاتیون):[۱۵]

## اثرات جانبی
| - اسهال - سردرد - بی‌خوابی - حالت تهوع - استفراغ | - درد شکم - بی‌اشتهایی - زردی پوست - سرگیجه - ضربان قلب آهسته - کاهش وزن ناگهانی یا قابل توجه - ضعف |

برخی از اثرات عمدهٔ مهارکننده‌های کولین استراز:
- اِعمال روی دستگاه عصبی پاراسمپاتیک (شاخه پاراسمپاتیک سیستم عصبی خودمختار) ممکن است باعث برادی‌کاردی، افت فشار خون، ترشح بیش از حد، تنگی نایژه، افزایش حرکات دستگاه گوارش و اسهال، و کاهش فشار داخل چشم، افزایش تون اسفنکتر زیرین مری (LES) شود.
- بحران کولینرژیک
- اِعمال روی تماس‌های عصبی-ماهیچه‌ای ممکن است منجر به انقباض طولانی‌مدت ماهیچه شود.[۱۸]
- اثرات نئوستیگمین بر تهوع و استفراغ پس از جراحی بحث‌برانگیز است و ارتباط واضحی در جراحی بالینی وجود ندارد، با این‌حال، شواهد خوبی برای حمایت از کاهش خطر در هنگام تجویز داروهای آنتی‌کولینرژیک وجود دارد.[۱۹]

## مثال‌ها

### مهارکنندهٔ برگشت‌پذیر
ترکیباتی که به‌عنوان مهارکننده‌های رقابتی یا غیررقابتی برگشت‌پذیر کولین‌استراز عمل می‌کنند، احتمالاً کاربردهای درمانی دارند. که شامل این موارد هستند:
- برخی از ارگانوفسفات‌ها که در زیر فهرست نشده‌اند
- کاربامات‌ها
  - فیزوستیگمین
  - نئوستیگمین
  - پیریدوستیگمین
  - آمبنونیم
  - دمکاریوم
  - ریواستیگمین
- مشتقات فنانترن
  - گالانتامین
- کافئین - غیر رقابتی (همچنین یک آنتاگونیست گیرندهٔ آدنوزین)[۲۰]
- رزمارینیک اسید – استر کافئیک اسید. در گونه‌های گیاهی خانوادهٔ نعنائیان یافت می‌شود.[۲۱]
- آلفا پینن - برگشت‌پذیر غیررقابتی[۲۲][۲۳]
- پیپریدین‌ها
  - دونپزیل
- تاکرین، همچنین با عنوان تتراهیدروآمینوآکریدین (THA') شناخته می‌شود.
- ادروفونیوم
- هوپرزین ای[۲۴][۲۵]
- لادوستیگیل
- Ungeremine[۲۶]
- لاکتوکوپیکرین
- آکوتیامید
- لیگاندهای هیبریدی/بیتوپیکی[۲۷]

#### جدول مقایسه
| بازدارنده               | مدت زمان           | محل اصلی اثرگذاری       | کاربرد بالینی                                                         | اثرات نامطلوب |
| ----------------------- | ------------------ | ----------------------- | --------------------------------------------------------------------- | ------------- |
| ادروفونیوم              | کوتاه (۱۰ دقیقه)   | تماس عصبی-ماهیچه‌ای      | تشخیص میاستنی گراویس                                                  |               |
| نئوستیگمین              | متوسط (۱–۲ ساعت)   | تماس عصبی-ماهیچه‌ای      | - بلوک عصبی عضلانی معکوس (داخل وریدی) - درمان میاستنی گراویس (خوراکی) | احشایی        |
| فیزوستیگمین             | متوسط (۰٫۵–۵ ساعت) | پاراسمپاتیک پس‌گانگلیونی | درمان آب‌سیاه (قطره چشم)                                               |               |
| پیریدوستیگمین           | متوسط (۲–۳ ساعت)   | تماس عصبی-ماهیچه‌ای      | - درمان میاستنی گراویس (خوراکی)                                       |               |
| دیفلوس                  | طولانی             | پاراسمپاتیک پس‌گانگلیونی | از نظر تاریخی برای درمان آب‌سیاه (قطره چشم)                            | سمی           |
| اکوتیوفات (برگشت‌ناپذیر) | طولانی             | پاراسمپاتیک پس‌گانگلیونی | درمان آب‌سیاه (قطره چشم)                                               | اثرات سیستمیک |
| پاراتیون (برگشت‌ناپذیر)  | طولانی             | هیچ‌کدام                 | سمی                                                                   |               |

### مهارکنندهٔ شبه‌برگشت‌ناپذیر
ترکیباتی که به‌عنوان مهارکننده‌های شبه‌برگشت‌ناپذیر کولین استراز عمل می‌کنند، احتمالاً به‌عنوان جنگ‌افزارهای شیمیایی یا آفت‌کش‌ها استفاده می‌شوند.
- ارگانوفسفات
  - اکوتیوفات
  - دی‌ایزوپروپیل فلوروفسفات
  - کادوسافوس
  - کلرپیروفوس
  - سیکلوسارین
  - دیکلورووس
  - دایمتوات
  - متری‌فونات (برگشت‌ناپذیر)
  - سومان (عامل اعصاب)
  - سارین
  - تابون
  - وی‌ایکس (عامل اعصاب)
  - وی‌ئی (عامل اعصاب)
  - وی‌جی (عامل اعصاب)
  - وی‌ام (عامل اعصاب)
  - دیازینون
  - مالاتیون
  - پاراتیون
- کاربامات‌ها
  - الدیکارب
  - بندیوکارب
  - بوفنکارب
  - کرباریل
  - کاربندازیم
  - کاربتامید
  - کربوفوران
  - کاربوسولفان
  - کلروبوفام
  - کلروپروفام
  - اتیوفنکارب
  - فورمتانات
  - متیوکارب
  - متومیل
  - اکسامیل
  - فنمدیفام
  - پینمیکارب
  - پیریمیکارب
  - پروپاموکارب
  - پروفام
  - پروپوکسور
- مهارکننده‌های غیر تیپیک
  - اونکیدال
  - کومارین‌ها